# Freser
El Freser és un riu de Catalunya d'orientació nord-sud, que destaca perquè és l'afluent d'origen pirenaic més important del riu Ter. El riu neix entre el pic de Fresers i el pic de Bastiments i es junyeix amb el Ter a la ciutat de Ripoll. Té importància històrica pel fet d'haver estat un dels primers rius explotats en la industrialització de Catalunya al començament del segle xix.

## Afluents importants
- Riu de Núria.[5]
- Riu Segadell.[6]
- Rigard
- El Merdàs

## Poblacions que travessa
- Queralbs
- Ribes de Freser
- Campdevànol
- Ripoll